# Josefskapelle Sittardheide

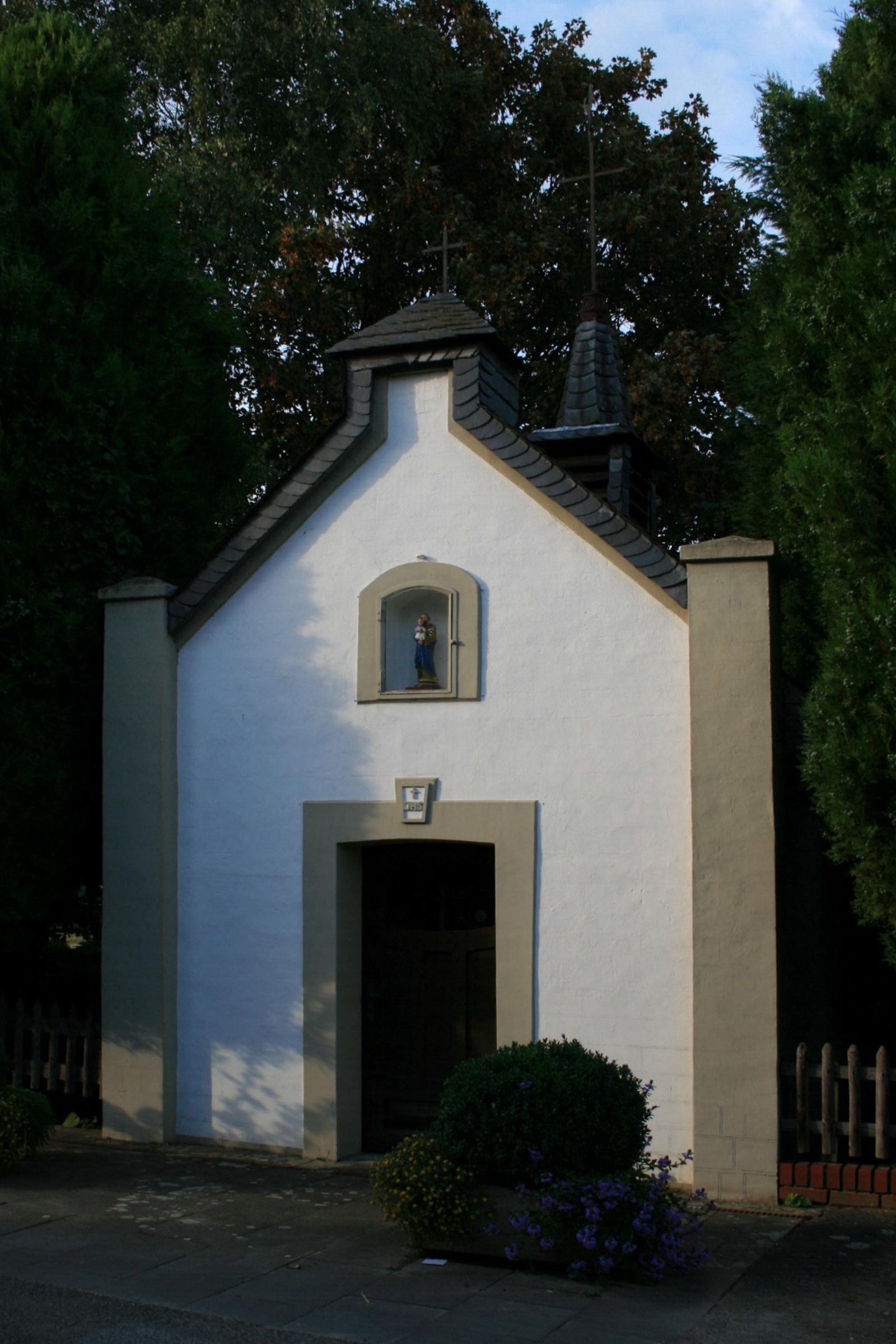
Josefskapelle Sittardheide (2010)

Die Josefskapelle Sittardheide steht im Stadtteil Sittardheide in Mönchengladbach (Nordrhein-Westfalen), Sittardheide 11.
Das Gebäude wurde Mitte des 19. Jahrhunderts erbaut. Es wurde unter Nr. S 006 am 2. Juni 1987 in die Denkmalliste der Stadt Mönchengladbach eingetragen.

## Lage
Das Objekt liegt in Sittardheide und gehört zum Pfarrbezirk St. Helena.

## Architektur
Die weißverputzte Backsteinkapelle stammt aus der Mitte des 19. Jahrhunderts und weist an ihrer Fassade schwache Putzfugengliederung auf. Das ziegelgedeckte Dach trägt einen mit Lamellen geschlossener Dachreiter mit Kreuz und Hahn.
Die Josefs-Kapelle ist aus volkskundlichen Gründen sowie des Alters schützenswert.